# Abychodes janineae
Abychodes janineae is een vlinder van de familie van de vuurmotten (Peleopodidae), van de onderfamilie van de Peleopodinae. De wetenschappelijke naam van deze soort is voor het eerst voorgesteld door Pierre Viette in een publicatie uit 1954.
De soort komt voor in Madagaskar.